# De nevenwereld
Deze wereld is een onbekende wereld in de boekenreeks uit het zwaard van Michaelius. Een mysterieuze wereld die onvriendelijk is voor menselijke activiteit. Het enige wat erover geweten is, is van overleveringen van generaties geleden. Via de poort nabij het Michaelius bergfort kan men erheen reizen. De wereld is echter bewoond door de grootste monsters denkbaar. Verschillende expedities zijn eropuit gestuurd om informatie te vergaren over de vijand, maar velen van zij die er naartoe gingen, zijn nimmer weder gekeerd.